# Lynda Lemay
Lynda Lemay, nata Fabienne Demal (Portneuf, 25 luglio 1966), è una cantautrice canadese, francofona. Dal 1989 vive in Francia, dove lavora.

## Discografia
- 1990 - Nos rêves
- 1994 - Y
- 1994 - La visite
- 1998 - Lynda Lemay
- 1999 - Live
- 2000 - Du coq à l'âme
- 2000 - Les lettres rouges
- 2003 - Le secrets des oiseaux
- 2005 - Un paradis quelque part
- 2005 - Un éternel hiver (partecipazione a musical)
- 2006 - Ma signature
- 2008 - Allo c'est moi
- 2008 - Blessée
- 2011 - Best of (raccolta)
- 2013 - Feutres et pastels

## Premi
- Victoires de la musique
  - Gruppo/artista femminile dell'anno 2003
- Premio Félix
  - 1998 - artista femminile dell'anno
  - 2000 - artista con il miglior riconoscimento fuori dal Quebec